# Giovanni Meoni (calciatore)
Giovanni Meoni (fl. XX secolo) è stato un calciatore italiano, di ruolo difensore.

## Carriera
Con la maglia dello Spezia disputa otto campionati totalizzando 141 presenze, di cui 20 in Prima Divisione a partire dal 1923-1924, e 50 in Serie B.